# 第14次長期滞在
第14次長期滞在（だい14じちょうきたいざい、Expedition 14）は、国際宇宙ステーション（ISS）への14回目の長期滞在ミッションである。
機長のマイケル・ロペス＝アレグリアとフライトエンジニアのミハイル・チューリンは2006年9月18日04:09（UTC）にバイコヌール宇宙基地からソユーズTMA-9で打ち上げられ、スペースシャトル・ディスカバリーのSTS-121のミッションで2006年7月6日に既にISSに到着していたトーマス・ライターと合流した。2006年12月、STS-116でISSを訪れたスニータ・ウィリアムズはライターと交代し、第14次長期滞在の3人目のメンバーになった。2007年4月21日、ロペス＝アレグリアとチューリンはソユーズTMA-9で地球に帰還した。

## 乗組員
| 役職                | 前半 (2006年9月-10月)                    | 後半 (2006年12月-2007年4月)              |
| ------------------- | ---------------------------------------- | ---------------------------------------- |
| 機長                | マイケル・ロペス＝アレグリア, NASA 4度目 | マイケル・ロペス＝アレグリア, NASA 4度目 |
| フライトエンジニア1 | ミハイル・チューリン, RSA 1度目          | ミハイル・チューリン, RSA 1度目          |
| フライトエンジニア2 | トーマス・ライター, ESA 2度目            | スニータ・ウィリアムズ, NASA 1度目       |

### バックアップ
- ペギー・ウィットソン　機長 - NASA
- ユーリ・マレンチェンコ　フライトエンジニア - RSA
- クレイトン・アンダーソン　フライトエンジニア - NASA

## ミッションの目的
- 3度の宇宙遊泳とスペースシャトルのミッションSTS-116でISSの組立てを進める。
- ソユーズTMA-9をズヴェズダのaftポートからザーリャのnadirポートに移動させる。
- 食糧、燃料、水等の補給物資を積んだ3度のプログレス補給船をISSに迎え入れる。
- 太陽電池と冷却システムの再設定を行う。
- トラスを覆う幕を除去して投棄する。

## ミッションパラメータ
- ドッキング：2006年9月20日5時21分（UTC）
- ドッキング解除：2007年4月21日9時11分（UTC）

## ミッションハイライト

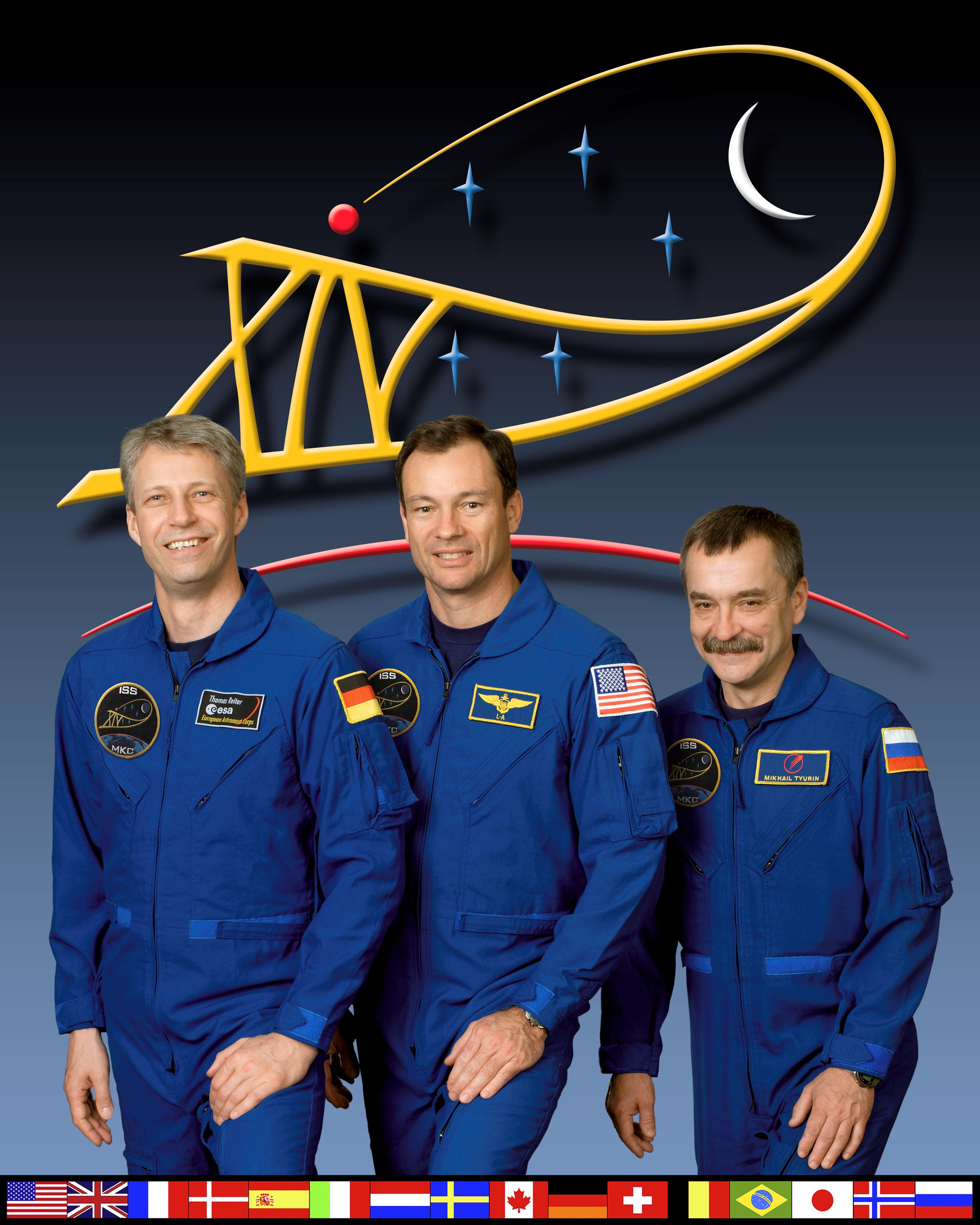
第14次長期滞在（第1期）の乗組員

### 発射とドッキング
第14次滞在の乗組員は、宇宙飛行関係者のアニューシャ・アンサリとともにバイコヌール宇宙基地からソユーズTMA-9で、2006年9月18日4時10分（UTC）に打上げられた。チューリンはカプセルを操縦し、2日後の9月20日5時21分にドッキングを完璧に成功させ、8時30分にハッチが開いた。第14次長期滞在のメンバーとアンサリは、第13次長期滞在のメンバーと、第13次から第14次にそのまま移行する欧州宇宙機関のトーマス・ライターに迎えられた。

### アトランティスの再突入
ドッキングの翌日、第13次と第14次の長期滞在のメンバーは協力して、STS-115の帰還でアトランティスが大気圏再突入する様子が見えるようにISSの方向を調整した。彼らはアトランティスが大気圏で飛行機雲を作りながら降下していく様子を観察し、ロペス＝アレグリアとウィリアムズはその様子をヒューストンの管制塔に報告した。

### 宇宙遊泳

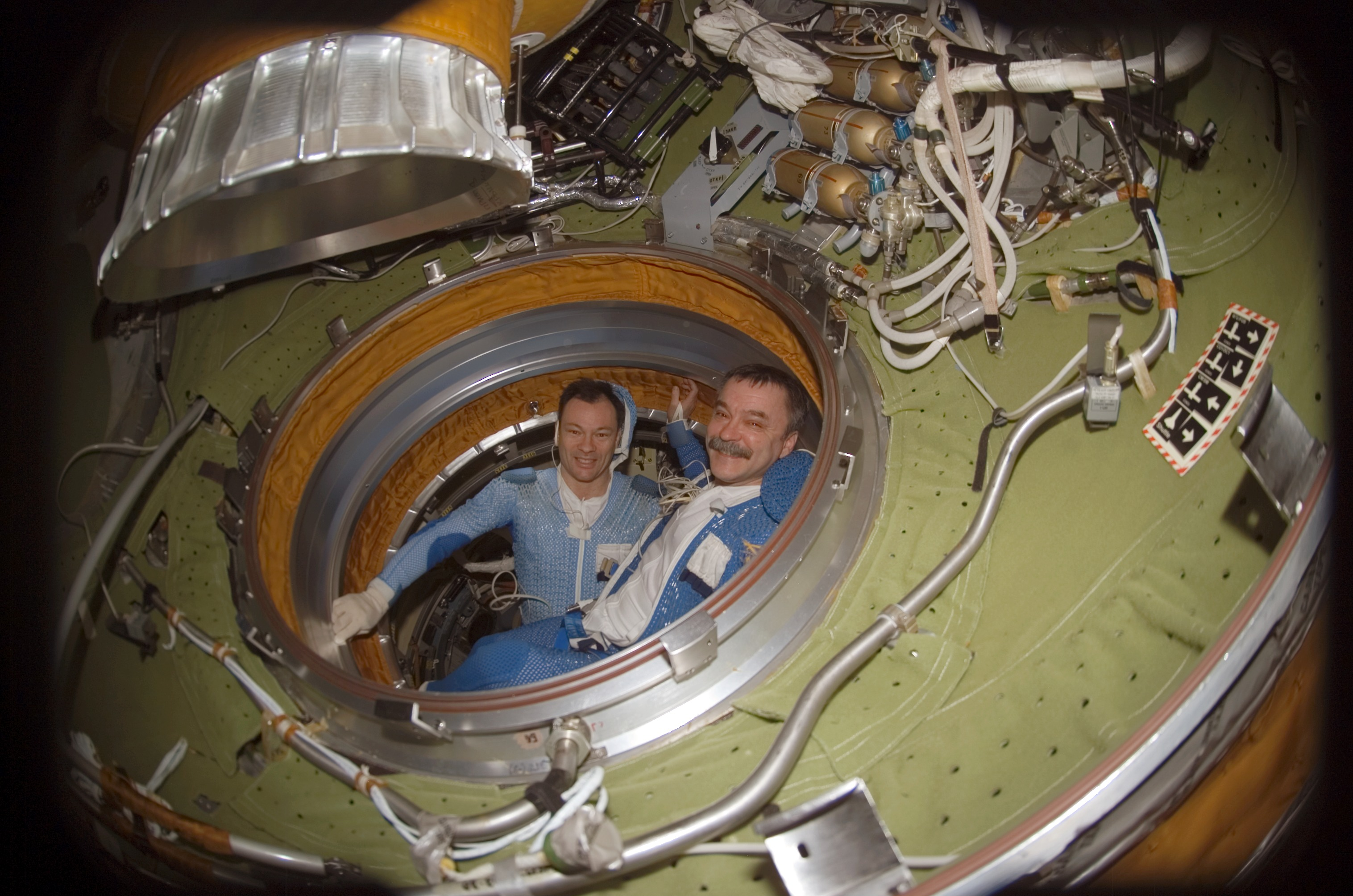
ピアースで宇宙遊泳の準備をするロペス＝アレグリア（左）とチューリン（右）

最初の宇宙遊泳は、チューリンの宇宙服に問題が生じた影響で20:00の予定を少し遅れ、2006年11月22日23:17（UTC）に始まった。
チューリンは、ピアースからゴルフボールを打ち出すパフォーマンスを行った。この「実験」は、トロントでスカンジウム製ゴルフクラブを製造するエレメント21という企業の提供で行われた。ボールの重さは、通常の48gよりもかなり軽い3gだった。これは、もしステーションの壁にぶつかったとしても損傷を与えないようにするためである。2度まで打ち直すことができるようにボールは3個用意されたが、ショットは1度しか行われなかった。ロペス＝アレグリアがチューリンの脚を押さえ、チューリンがワンハンドグリップでボールを打つと、ボールはかなりスライスし、ステーションの右側に飛んで行った。この時の映像はテレビCMで使われる計画がある。ボールには発信装置が仕込まれており、E21's Track the Ball in Spaceのウェブサイトで追跡することができる。ボールはNASAが当初予想したよりも3日も長く宇宙に留まっていた。アポロ14号で月を訪れたアラン・シェパードが月面で2個のゴルフボールを打ってから、35年後の事だった。
このミッションは、これまでのISSへの長期滞在の中で最長だった。また、使われたソユーズのカプセルは、これまでで最も古い物だった。既にNASAの宇宙遊泳の記録を持っていたロペス＝アレグリアは、NASAの最長宇宙飛行時間記録も達成した。